# 浅草鬼嫁日記
『浅草鬼嫁日記』（あさくさおによめにっき）は、友麻碧による日本の小説。カクヨムにて2016年2月から8月まで連載され、富士見L文庫（KADOKAWA）より2016年11月から刊行されている。イラストはあやときが担当している。著者が小説家になろうに投稿していた『俺たちの魔王はこれからだ。』（メイデーア魔王転生記・地球篇）を原案としている。2023年10月時点で電子版を含めたシリーズ累計部数は100万部を突破している。
メディアミックスとして、藤丸豆ノ介によるコミカライズ版1作目がビーズログCHEEKにて2018年3月から2021年4月まで連載され、2021年7月にタイトルを変え続編が2023年4月まで連載。また、馨の視点から物語を描いた『浅草鬼嫁日記 天酒馨は前世の嫁と平穏に暮らしたい。』が月刊コンプエースにて2018年9月号から2019年11月号まで連載された。

## あらすじ
浅草に住み、浅草グルメをこよなく愛する女子高生、茨木真紀。人間のくせに日々あやかし関連の厄介ごとに首を突っ込んでは腕力で解決する彼女には秘密があった。それは真紀が前世の記憶を持っていること。その前世は人間ではなく、平安時代にその名を轟かせた鬼の姫「茨木童子」だということ。前世の夫だった「酒呑童子」の生まれ変わりである同級生の天酒馨を引き連れ（無理やり）、今日も悩めるあやかしのために「最強の鬼嫁」は浅草中を駆け回る！

## 主な登場人物
声は、特別ショートムービーの担当。
茨木 真紀（いばらき まき）
声 - 鬼頭明里
本作の主人公。天真爛漫な赤髪赤眼の女子高生。中学生のころに家族を事故で失くし、現在は浅草の野ばら荘に住んでいる。何より浅草のことを愛している。
前世は茨木童子。現代の幼馴染である天酒馨は前世では夫だった。ツキツグミの妖怪のおもちとは同居人で、現時点では3人妖（吸血鬼・八咫烏・蛟）と眷属契約をしてる。妖怪には友好的で、人間に対しては当初はやや警戒していたが、二巻では文化祭を経て、警戒が薄まり徐々に友好的になる。また天酒馨とは共通の友人に継見由理彦がいる。
前世は藤原家の娘であり、名前は茨姫だったがある日を境に髪型赤みがかり、赤くなり回りから恐れられて屋敷に閉じこもっていた。また同じ時期に安倍晴明と出会うも鬼と成り果ててしまう。
水蓮（すいれん）に襲われた後は牢屋に入れられ飢餓状態になるも、酒呑童子によって救出され、その後は大江山で暮らすことになり、彼と夫婦になる。
大江山で蛟の水連と再会し、戦闘後は彼女を眷属にする。その後、酒呑童子の部下のミクズ（玉藻の前、妲己）に裏切られ、人と戦うことになるも敗北し酒呑童子の部下の虎童子、熊童子、いくしま童子、茨木童子の部下である藤の精霊・木羅々が亡くなる（木羅々は亡くなったというより苗になった）。また酒呑童子自身も亡くなってしまう。
天酒 馨（あまさけ かおる）
声 - 内山昂輝
真紀の幼馴染の男子高校生。
前世は酒呑童子。両親のいない真紀のためにアルバイトをし、生活費を稼いでいる。
夜鳥（継見） 由理彦（つぐみ ゆりひこ）
声 - 小林裕介
真紀、馨と幼馴染の男子高校生。優等生で学級委員に所属している。妹がいてかなりのシスコンだった
前世は鵺。
水連（すいれん）
声 - 遊佐浩二
茨木童子の眷属。
浅草一の漢方医。
深影（みかげ）
真紀の眷属。末っ子体質で精神年齢は小学五年生。
凛音（りんね）
真紀の眷属。水連によると、精神年齢は反抗期真最中の高校一年生
木羅々（きらら）
真紀の眷属。性別不明だが水連は女とおもっている。○○なのよ〜が口癖
津場木 茜（つばき あかね）
声 - 岡本信彦
あやかしが嫌いで友達がいない。
「学ランが似合わない。」とよく馨にいわれる
だが、私服もダサく「最強」とかかれたTシャツを着ている。おぼっちゃま育ち普段は和装をしている。正義のヒーロー
おもち
もともとは由理彦の家にいたツキツグミというあやかしだったが真紀が育てることになった。
「浅草鬼嫁日記ニ　あやかし夫婦は青春を謳歌する」の2話で真紀がテレビを見ているとペンギン特集をしていて、かわいいと発言したことによりペンギンになった（ツキツグミは親、主人に影響されやすいので）
意外とずっしりで体重は小豆袋くらいあるとのこと。「ぺひょ」と喋る。真紀はおもちをカイロ代わりにしている

## 既刊一覧

### 小説
- 友麻碧（著）・あやとき（イラスト）、 KADOKAWA〈富士見L文庫〉、全11巻
  1. 『浅草鬼嫁日記 あやかし夫婦は今世こそ幸せになりたい。』2016年11月15日発売[8]、ISBN 978-4-04-072105-7
  2. 『浅草鬼嫁日記 二 あやかし夫婦は青春を謳歌する。』2017年5月15日発売[9]、ISBN 978-4-04-072253-5
  3. 『浅草鬼嫁日記 三 あやかし夫婦は、もう一度恋をする。』2017年11月15日発売[10]、ISBN 978-4-04-072474-4
  4. 『浅草鬼嫁日記 四 あやかし夫婦は君の名前をまだ知らない。』2018年3月15日発売[11]|、ISBN 978-4-04-072475-1
  5. 『浅草鬼嫁日記 五 あやかし夫婦は眷属たちに愛を歌う。』2018年8月10日発売[12]、ISBN 978-4-04-072855-1
  6. 『浅草鬼嫁日記 六 あやかし夫婦は今ひとたび降臨する。』2019年3月15日発売[13]、ISBN 978-4-04-072856-8
  7. 『浅草鬼嫁日記 七 あやかし夫婦は御伽噺とともに眠れ。』2019年9月14日発売[14]、ISBN 978-4-04-073283-1
  8. 『浅草鬼嫁日記 八 あやかし夫婦は吸血鬼と踊る。』2020年3月14日発売[15]、ISBN 978-4-04-073284-8
  9. 『浅草鬼嫁日記 九 あやかし夫婦は地獄の果てで君を待つ。』2021年7月15日発売[16]、ISBN 978-4-04-073661-7
  10. 『浅草鬼嫁日記 十 あやかし夫婦は未来のために。（上）』2022年9月15日発売[17]、ISBN 978-4-04-074679-1
  11. 『浅草鬼嫁日記 十一 あやかし夫婦は未来のために。（下）』2022年11月15日[18]、ISBN 978-4-04-074712-5

### 漫画
- 友麻碧（原作）・あやとき（キャラクター原案）・藤丸豆ノ介（作画） 『浅草鬼嫁日記 あやかし夫婦は今世こそ幸せになりたい。』 KADOKAWA〈B's-LOG COMICS〉、全6巻
  1. 2018年8月10日発売[19]、ISBN 978-4-04-735270-4
  2. 2019年3月15日発売[20]、ISBN 978-4-04-735513-2
  3. 2019年9月30日発売[21]、ISBN 978-4-04-735764-8
  4. 2020年5月1日発売[22]、ISBN 978-4-04-736071-6
  5. 2020年7月31日発売[23]、ISBN 978-4-04-736190-4
  6. 2021年7月1日発売[24]、ISBN 978-4-04-736657-2
- 友麻碧（原作）・あやとき（キャラクター原案）・藤丸豆ノ介（作画） 『浅草鬼嫁日記 あやかし夫婦は君の名前をまだ知らない。』 KADOKAWA〈B's-LOG COMICS〉、全3巻
  1. 2022年2月28日発売[25]、ISBN 978-4-04-736916-0
  2. 2022年9月30日発売[26]、ISBN 978-4-04-737201-6
  3. 2023年6月30日発売[27]、ISBN 978-4-04-737541-3
- 友麻碧（原作）・あやとき（キャラクター原案）・鳴原千（作画） 『浅草鬼嫁日記 天酒馨は前世の嫁と平穏に暮らしたい。』 KADOKAWA〈角川コミックス・エース〉、全2巻
  1. 2019年3月25日発売[28]、ISBN 978-4-04-108008-5
  2. 2019年10月25日発売[29]、ISBN 978-4-04-108691-9